# Waverly Hills Tuberculosis Sanitarium Historic Buildings

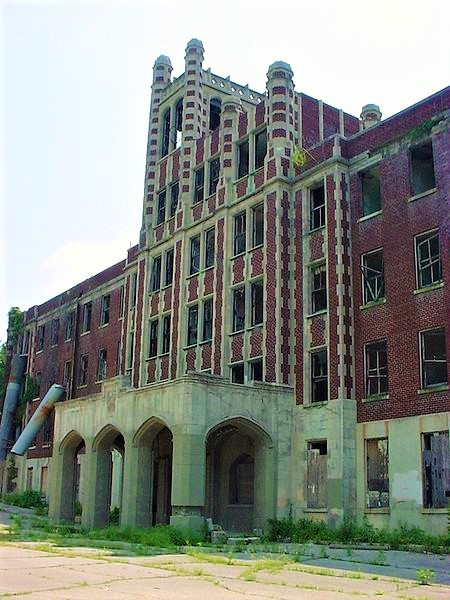
Haupteingang des Sanatoriums

Die Waverly Hills Tuberculosis Sanitarium Historic Buildings (auch Waverly Hills Sanatorium) in Jefferson County in Kentucky (USA) war eine Heilanstalt und zugleich psychiatrische Einrichtung zur Behandlung von Tuberkulosepatienten.

## Geschichte
Das Sanatorium wurde 1910 nach den Plänen der Architekten James J. Gaffney (1863–1946) und Dennix Xavier Murphy (1854–1933) errichtet. 1962 erfolgte die Schließung. Populär wurde der Bau durch TV-Sendungen mit paranormalen Themen als Spukhaus (haunted house) oder X-Factor: Die wahre Dimension der Angst (Scariest Places On Earth). Es tauchte in dieser Funktion in Fernsehsendungen der ABC/FOX, VH1 Celebrity Paranormal Project, Syfy’s Ghost Hunters, Zone Reality’s Creepy und in der Britischen Show Most Haunted auf. Die Einrichtung wurde auch in mehreren Filmen, wie etwa im 2005 dort gedrehten Death Tunnel erwähnt. Das Sanatorium soll in ein Hotel umgewandelt werden, wobei man einige Räume als historische Attraktionen erhalten will.
Am 12. Juli 1983 wurden die Waverly Hills Tuberculosis Sanitarium Historic Buildings als Baudenkmal in das National Register of Historic Places aufgenommen.